# Białowieża (województwo mazowieckie)
Białowieża – wieś w Polsce położona w województwie mazowieckim, w powiecie pułtuskim, w gminie Pułtusk. Ma status sołectwa.
Wieś duchowna położona była w drugiej połowie XVI wieku w ziemi zakroczymskiej województwa mazowieckiego. W 1785 roku wchodziła w skład klucza góreckiego biskupstwa płockiego. W latach 1975–1998 miejscowość administracyjnie należała do województwa ciechanowskiego.